# Mathurin Moreau
Mathurin Moreau, (ur. 18 listopada 1822 w Dijon, zm. 14 lutego 1912 w Paryżu) – francuski rzeźbiarz.
W 1848 zadebiutował na Salonie ze swoją rzeźbą Elegia. Jego dwie kolejne rzeźby, La Fileuse (1861), zostało zakupione przez państwo. Dzięki poetyckiemu oryginalnemu stylowi zdobywał wiele nagród i medali na wystawach międzynarodowych. Uczestniczył w tworzeniu dekoracji w nocnej Operze i Hôtel de Ville w Paryżu.

## Prace
- La Fileuse, marble, Palais du Luxembourg,
- Cologne, limestone, 1865, façade de la gare du Nord,
- Nymphe fluviale, the Place du Theâtre-Français, Paris (1874),
- L'Océanie, from the Exposition Universelle (1878),
- Zenobe Gramme, bronze, Musée des Arts et Métiers courtyard, Paris.
- Monument à Pierre Joigneaux (1897).